# Lasioglossum sutepellum
Lasioglossum sutepellum är en biart som först beskrevs av Cockerell 1937.  Lasioglossum sutepellum ingår i släktet smalbin, och familjen vägbin. Inga underarter finns listade i Catalogue of Life.